# Fußball-Weltmeisterschaft 1986/Argentinien
Die argentinische Fußballnationalmannschaft bei der Fußball-Weltmeisterschaft 1986 in Mexiko:

## Qualifikation
| 26. Mai 1985  | San Cristóbal, Venezuela  | Venezuela   | - | Argentinien |  | 2:3 | Tore: Torres 8., Márquez 58., Maradona 2., 57., Passarella 42. |
| 2. Juni 1985  | Bogota, Kolumbien         | Kolumbien   | - | Argentinien |  | 1:3 | Tore: Prince 61., Pasculli 43., 68., Burruchaga 85.            |
| 9. Juni 1985  | Buenos Aires, Argentinien | Argentinien | - | Venezuela   |  | 3:0 | Tore: Russo 27., Clausen 88., Maradona 90.                     |
| 16. Juni 1985 | Buenos Aires, Argentinien | Argentinien | - | Kolumbien   |  | 1:0 | Tore: Valdano 25.                                              |
| 23. Juni 1985 | Lima, Peru                | Peru        | - | Argentinien |  | 1:0 | Tore: Oblitas 8.                                               |
| 30. Juni 1985 | Buenos Aires, Argentinien | Argentinien | - | Peru        |  | 2:2 | Tore: Pasculli 12., Gareca 81., Velásquez 23., Barbadillo 39.  |

## Argentinisches Aufgebot
| Nr.               | Name                | Verein vor WM-Beginn    | Geburtstag | Spiele   | Tore     | Gelbe Karte | Rote Karte |
| Torhüter          | Torhüter            | Torhüter                | Torhüter   | Torhüter | Torhüter | Torhüter    | Torhüter   |
| ----------------- | ------------------- | ----------------------- | ---------- | -------- | -------- | ----------- | ---------- |
| 15                | Luis Islas          | Estudiantes de La Plata | 22.12.1965 | 0        | 0        | 0           | 0          |
| 18                | Nery Pumpido        | River Plate             | 30.07.1957 | 7        | 0        | 2           | 0          |
| 22                | Héctor Zelada       | Club América            | 30.04.1958 | 0        | 0        | 0           | 0          |
| Abwehrspieler     |                     |                         |            |          |          |             |            |
| 5                 | José Luis Brown     | Stade Brest             | 11.11.1956 | 7        | 1        | 1           | 0          |
| 6                 | Daniel Passarella   | AC Florenz              | 25.05.1953 | 0        | 0        | 0           | 0          |
| 8                 | Néstor Clausen      | CA Independiente        | 29.09.1962 | 1        | 0        | 0           | 0          |
| 9                 | José Luis Cuciuffo  | Vélez Sarsfield         | 01.02.1961 | 6        | 0        | 1           | 0          |
| 13                | Oscar Garré         | Ferro Carril Oeste      | 09.12.1956 | 4        | 0        | 2           | 0          |
| 16                | Julio Olarticoechea | FC Nantes               | 18.10.1958 | 7        | 0        | 1           | 0          |
| 19                | Oscar Ruggeri       | River Plate             | 26.01.1962 | 7        | 1        | 0           | 0          |
| Mittelfeldspieler |                     |                         |            |          |          |             |            |
| 2                 | Sergio Batista      | Argentinos Juniors      | 09.11.1962 | 7        | 0        | 1           | 0          |
| 3                 | Ricardo Bochini     | CA Independiente        | 25.01.1954 | 1        | 0        | 0           | 0          |
| 4                 | Claudio Borghi      | Argentinos Juniors      | 28.09.1964 | 3        | 0        | 0           | 0          |
| 10                | Diego Maradona      | SSC Neapel              | 30.10.1960 | 7        | 5        | 1           | 0          |
| 12                | Héctor Enrique      | River Plate             | 26.04.1962 | 5        | 0        | 1           | 0          |
| 14                | Ricardo Giusti      | CA Independiente        | 11.12.1956 | 7        | 0        | 1           | 0          |
| 20                | Carlos Tapia        | Boca Juniors            | 20.08.1962 | 2        | 0        | 0           | 0          |
| 21                | Marcelo Trobbiani   | FC Elche                | 17.02.1955 | 1        | 0        | 0           | 0          |
| Stürmer           |                     |                         |            |          |          |             |            |
| 1                 | Sergio Omar Almirón | Newell’s Old Boys       | 18.08.1958 | 0        | 0        | 0           | 0          |
| 7                 | Jorge Burruchaga    | FC Nantes               | 09.10.1962 | 7        | 2        | 0           | 0          |
| 11                | Jorge Valdano       | Real Madrid             | 04.10.1955 | 7        | 4        | 1           | 0          |
| 17                | Pedro Pasculli      | US Lecce                | 17.05.1960 | 2        | 1        | 0           | 0          |
| Trainer           |                     |                         |            |          |          |             |            |
|                   | Carlos Bilardo      |                         | 16.03.1938 |          |          |             |            |

Der Kader wurde, bis auf Passarella (6), Burruchaga (7), Maradona (10) und Valdano (11), alphabetisch mit Rückennummern bestückt.

## Argentinische Spiele bei der WM 1986

### Vorrunde (Gruppe A)
- Argentinien – Südkorea 3:1 – Tore: 1:0 Valdano (5. Min.), 2:0 Ruggeri (17. Min.), 3:0 Valdano (46. Min.), 3:1 Park (75. Min.)
- Argentinien – Italien 1:1 – Tore: 0:1 Altobelli (5. Min. per Foulelfmeter), 1:1 Maradona (34. Min.)
- Argentinien – Bulgarien 2:0 – Tore: 1:0 Valdano (3. Min.), 2:0 Burruchaga (78. Min.)

Argentinien schloss die Gruppe als Erster vor Titelverteidiger Italien ab.

### Achtelfinale
- Argentinien – Uruguay 1:0 – Tor: 1:0 Pasculli (41. Min.)

### Viertelfinale
- Argentinien – England 2:1 – Tore: 1:0 Maradona (51. Min.), 2:0 Maradona (55. Min.), 2:1 Lineker (81. Min.)

Im Viertelfinalspiel gegen England fielen innerhalb von vier Minuten zwei der legendärsten Tore in der Geschichte der Fußball-Weltmeisterschaften. Das 1:0 erzielte Maradona mit der Hand und der Schiedsrichter hatte dies übersehen. Nach dem Spiel kommentierte Maradona das Tor mit den Worten von der Hand Gottes.
Das zweite Tor erzielte er nach einem 60 m Solo über die Hälfte des Platzes. 2002 wurde dieses Tor von der FIFA zum WM-Tor des Jahrhunderts gewählt.

### Halbfinale
- Argentinien – Belgien 2:0 – Tore: 1:0 Maradona (51. Min.), 2:0 Maradona (61. Min.)

### Finale
- Argentinien – Deutschland 3:2 – Tore: 1:0 Brown (21. Min.), 2:0 Valdano (55. Min.), 2:1 Rummenigge (73. Min.), 2:2 Völler (81. Min.), 3:2 Burruchaga (84. Min.)

Mit dem 3:2-Sieg über Deutschland wurde Argentinien zum zweiten Mal Fußball-Weltmeister nach der Weltmeisterschaft 1978.